# Ловинь (Польща)
Ловинь (пол. Łowyń, нім. Lowin) — село в Польщі, у гміні Мендзихуд Мендзиходського повіту Великопольського воєводства.
Населення — 729 осіб (2011).
У 1975-1998 роках село належало до Гожовського воєводства.

## Демографія
Демографічна структура станом на 31 березня 2011 року:
|          | Загалом | Допрацездатний вік | Працездатний вік | Постпрацездатний вік |
| -------- | ------- | ------------------ | ---------------- | -------------------- |
| Чоловіки | 361     | 78                 | 259              | 24                   |
| Жінки    | 368     | 74                 | 220              | 74                   |
| Разом    | 729     | 152                | 479              | 98                   |